# Monte Sagran
Il Monte Sagran (Sagran in tedesco) è un monte di 1.931 m s.l.m. nella Catena Carnica Orientale. È situato sulla cresta di confine tra Austria ed Italia e, più precisamente, appartiene ai comuni di Malborghetto-Valbruna in Provincia di Udine e Sankt Stefan im Gailtal in Carinzia. La cresta prosegue a ovest verso la Forcella di Fontana Fredda (Scharte beim kalten Brunnen, 1.692 m s.l.m.) e la Cima Bella (Schönwipfel, 1.912 m s.l.m.), mentre verso est si raggiunge la Sella di Lom (Lomsattel, 1.459 m s.l.m.), dove è situato il Rifugio fratelli Nordio e Riccardo Deffar. Verso nord, in territorio austriaco, svetta il Monte Starhand (1.965 m s.l.m.).